# Maria Doroteia da Áustria
Maria Doroteia Amália (em húngaro: Habsburg–Lotaringiai Mária Dorottya Amália; Alcsútdoboz, 14 de junho de 1867 – Alcsútdoboz, 6 de abril de 1932), foi uma Arquiduquesa da Áustria, membro da linha húngara da Casa de Habsburgo-Lorena. Através do seu casamento com o príncipe Filipe, Duque de Orleães e pretedente ao extinto troxo francês, Maria Doroteia pertencia à Casa de Orléans.

## Família
Maria Doroteia era a segunda filha do arquiduque José Carlos da Áustria e da sua esposa, a princesa Clotilde de Saxe-Coburgo-Gota.
Tinha uma irmã mais velha, a arquiduquesa Isabel Clementina da Áustria, que morreu com apenas alguns meses de idade. Tinha também cinco irmãos mais novos, dois rapazes, o arquiduque José Augusto da Áustria, casado com a princesa Augusta da Baviera (neta da imperatriz Isabel (Sissi) da Áustria), e o arquiduque László que morreu com apenas vinte anos de idade e duas irmãs, a arquiduquesa Margarida Clementina da Áustria, casada com Alberto, 8.º Príncipe de Thurn e Taxis, e a arquiduquesa Isabel Clotilde, que nunca se casou.

## Casamento
Maria Doroteia casou-se com o príncipe Filipe, duque de Orleães, filho mais velho de Filipe, conde de Paris, e da sua esposa, a princesa Maria Isabel de Orleães, a 5 de Novembro de 1896 em Viena. Filipe era também irmão mais novo da rainha D. Amélia, esposa do rei D. Carlos I de Portugal.
Depois de vários anos de casamento, a união começou a deteriorar-se e Maria Doroteia começou a passar cada vez mais tempo na propriedade da família em Alcsútdoboz. Apesar de tudo, em 1906, Filipe tentou reconciliar-se com a esposa e visitou-a nesta mesma propriedade para a tentar convencer a voltar a viver com ele em Manoir d'Anjou, perto de Bruxelas. Maria Doroteia recusou e acabaria por passar o resto da vida na Hungria.

## Genealogia
| Maria Doroteia da Áustria | Pai: José Carlos da Áustria        | Avô paterno: José de Áustria-Toscana       | Bisavô paterno: Leopoldo II, Sacro Imperador Romano-Germânico |
| Maria Doroteia da Áustria | Pai: José Carlos da Áustria        | Avô paterno: José de Áustria-Toscana       | Bisavó paterna: Maria Luísa de Espanha                        |
| Maria Doroteia da Áustria | Pai: José Carlos da Áustria        | Avó paterna: Maria Doroteia de Württemberg | Bisavô paterno: Luís de Württemberg                           |
| Maria Doroteia da Áustria | Pai: José Carlos da Áustria        | Avó paterna: Maria Doroteia de Württemberg | Bisavó paterna: Henriqueta de Nassau-Weilburg                 |
| Maria Doroteia da Áustria | Mãe: Clotilde de Saxe-Coburgo-Gota | Avô materno: Augusto de Saxe-Coburgo-Gota  | Bisavô materno: Fernando de Saxe-Coburgo-Gota                 |
| Maria Doroteia da Áustria | Mãe: Clotilde de Saxe-Coburgo-Gota | Avô materno: Augusto de Saxe-Coburgo-Gota  | Bisavó materna: Maria Antônia de Koháry                       |
| Maria Doroteia da Áustria | Mãe: Clotilde de Saxe-Coburgo-Gota | Avó materna: Clementina de Orléans         | Bisavô materno: Luís Filipe I de França                       |
| Maria Doroteia da Áustria | Mãe: Clotilde de Saxe-Coburgo-Gota | Avó materna: Clementina de Orléans         | Bisavó materna: Maria Amélia de Bourbon-Nápoles               |